# Hugh de Courtenay, I conte di Devon
Hugh de Courtenay, I conte di Devon (14 settembre 1275 o 1276 – Exeter, 23 dicembre 1340), figlio di Hugh de Courtenay (25 marzo 1248 o 1249 - Devon 28 febbraio 1291 o 1292) e di Eleanor Despenser. Per parte di madre discendeva dalla famiglia dei de Redvers, primi detentori del titolo di conte di Devon.

## Le origini
Hugh de Courtenay nacque nel settembre del 1275 o 1276 da Hugh de Courtenay e da Eleanor Despenser, appartenente alla famiglia dei Despenser favorita di re Edoardo II d'Inghilterra. Della sua infanzia non si sa molto se non che, il 28 febbraio 1292, più o meno all'epoca del suo matrimonio con Agnes St. John entrò in possesso della proprietà di Okehampton e delle terre dei de Redvers che non erano ancora state confiscate dalla corona. In questo modo ereditò anche il titolo di Conte di Devon, anche se poi gli venne formalmente riconosciuto solo attorno al 1333.

## Al servizio del re la campagna di Scozia
Il 20 giugno 1297 Hugh rese omaggio ad Edoardo che gli riconobbe un proprio stallaggio, in quel periodo il re stava predisponendo una spedizione in Scozia ed è possibile che quel dono fosse un riconoscimento per le capacità militari di Hugh. In luglio gli inglesi ebbero una schiacciante vittoria sugli scozzesi ad Irvine, ma dall'anno successivo la sorte mutò grazie alle campagne condotte da William Wallace.
Nel 1298 venne convocato in Parlamento e vi rimase durante il regno di Edoardo I d'Inghilterra, del figlio Edoardo II d'Inghilterra e del nipote Edoardo III d'Inghilterra, diventando uno dei più importanti nobili del paese.
Nel luglio del 1300 Hugh si unì al re nell'assedio al castello scozzese di Caerlaverock, nonostante non fosse stato presente alla Battaglia di Stirling Bridge avvenuta l'11 settembre 1297 Hugh si dimostrò sempre un soldato capace e assolutamente fedele alla corona inglese. Una volta vinto l'assedio di Caerlaverock Edoardo si convinse a voler arrivare fino alle terre di Robert Bruce per devastarle, nell'avanzata però le truppe si dispersero e solo una parte proseguì verso nord. In quel momento Hugh era con il re che si era appena insediato all'abbazia di Sweetheart, in Scozia, per ricevere l'arcivescovo di Canterbury che veniva con una missiva di Papa Bonifacio VIII che pregava di cessare le ostilità. Una simile richiesta non poteva venire ignorata e vennero dichiarati sei mesi di tregua, in settembre le truppe vennero congedate e poiché la scarsità di denaro era stata una delle cause del fallimento dell'impresa il Parlamento venne convocato per il gennaio del 1301.

## Nel regno di tre re
Nel 1306 il principe Edoardo II d'Inghilterra venne mandato in Scozia con l'esercito guidato dallo zio del giovane Edoardo, Aymer de Valence, II conte di Pembroke (circa 1270 – 23 giugno 1340. Il 22 marzo il principe creò Hugh cavaliere, forse per gli sforzi compiuti nella precedente campagna di Scozia ed entro il giugno gli inglesi presero Perth. Il 19 dello stesso mese Valence piombò sull'esercito scozzese a Metheven costringendo Robert Bruce alla fuga, in autunno l'esercito ritornò ad Hexham mentre in Scozia continuavano a consumarsi assedi e battaglie.
Quando Bruce ritornò dal suo esilio irlandese gli inglesi inanellarono una serie di pesanti sconfitte, Edoardo I d'Inghilterra era ormai vecchio e malato e morì nel Cumberland il 7 luglio 1307.
Nel 1308 Edoardo II d'Inghilterra indisse una nuova campagna contro Robert Bruce e Hugh fu di nuovo in campo al servizio del sovrano, durante il regno di Edoardo, Hugh fece parte del Consiglio dei Lord ed entrò nel Consiglio del Re il 9 agosto 1318.
Sia nel 1324 che nel 1336 venne nominato Guardiano delle coste di Devon e Cornovaglia grazie alla posizione favorevole delle proprie terre, da veterano qual era non esitò ad ingraziarsi il nuovo re Edoardo III d'Inghilterra salito al trono nel 1327 che il 25 febbraio 1335 lo investì del titolo di conte di Devon, risalendo la linea materna della sua famiglia.
Hugh morì presso Exeter il 23 dicembre 1340 e lì fu sepolto il 5 febbraio 1341.

## Matrimonio e discendenza
Hugh sposò Agnes St. John nel 1292 ed insieme ebbero sei figli:
- Giovanni Courtenay (1300 – 1349), divenne priore in un'abbazia
- Hugh de Courtenay, II conte di Devon (12 luglio 1303 – 2 maggio 1377), si imparentò tramite matrimonio con la famiglia reale
- Roberto Courtenay (1308 – 1334)
- Eleonora Courtenay (1309 circa – Devon 1330 circa)
- Tommaso Courtenay (1311 – 1362 circa)
- Elisabetta Courtenay (1313 - ???)